# Rudkiwci (obwód chmielnicki)
Rudkiwci (ukr. Рудківці) – wieś na Ukrainie, w obwodzie chmielnickim, w rejonie kamienieckim, w hromadzie Nowa Uszyca. W 2015 liczyła 534 mieszkańców, 534 wskazało jako ojczysty język ukraiński.